# Березинська водна система
Березинська водна система (біл. Бярэзінская водная сістэма) — штучний водний шлях (довжиною 162,1 км) на території Білорусі, який з'єднує Березину (притока Дніпра) з Уллю (притока Західної Двіни). Головна історична пам'ятка Березинського біосферного заповідника кінця XVIII століття.

## Географія
Березинська водна система перетинає численні річки й озера, сполучає басейни Чорного і Балтійського морів, протікає через Вітебську, Могильовську і Гомельську області. Було 14 шлюзів і напівшлюзів і 4 бейшлоти. Траса водної системи: Березина від містечка Броди — Сергуцький канал (3 шлюзи; 8,7 км) — Сергуч — озеро Манец-Плавно — Березинський канал (4 шлюзи; 7,6 км) — озеро Береща — Береща — Веребський канал (2 шлюзи; 2,6 км) — Есса — Перший Лепельський канал (2 шлюзи; 8 км) — Лепельське озеро — Другий Лепельський канал (1 шлюз; 0,2 км) — Улла — Чашницький канал (2 шлюзи; 1,2 км) — Улла.

## Історія
Березинська водна система була побудована за маршрутом стародавнього торгового шляху «із варягів у греки». 
25 лютого 1797 року Павло I видав указ із дорученням дійсному таємному раднику графу Сіверсу налагодити водне сполучення між Західною Двіною і Дніпром за допомогою річки Березини, яка бере свій початок у кілометрі від села Докшиці.
Будівництво Березинської водної системи сприяло розширенню і випрямленню берегів різних річок, прокладки 6 каналів, зведення 14 шлюзів і 6 гребель. Роботи велися в тяжких умовах, серед густих лісів і непрохідних боліт. Для прокладки трас були спеціально підібрані ділянки місцевості з піщаними грядами й горбами. У результаті була утворена Березинська водна система: ширина річища Березини у верхів'ях склала 15—20 м, а в середній течії досягала близько 100—300 м.
Упродовж 1797—1805 років над втіленням проєкту працювали І. К. Герард, його син Ф. І. Герард, М. І. Фрейганг, Я. Е. де Вітте і Ф. П. де Воллан. На будівництво було затверджено кошторис у розмірі 329 387 рублів. Реконструювалася в 1810—1812, 1823—1836, 1870-х —1880-х роках. 
Каналом у Ризький порт сплавляли сільськогосподарську продукцію, сировину, а також деревину з Могильовської і Мінської губерній. Судноплавство водним шляхом здійснювалося аж до 1817 року. 
Конкуренція залізничного транспорту наприкінці XIX століття призвела до занепаду системи. Проте ліс продовжували сплавляти Березинським водним шляхом аж до 1941 року. Під час Німецько-радянської війни шлюзи були підірвані, і канал занепав. 
У 1950-х роках сплав лісу водною системою припинений. 1975 року переправа річкою Березина була зачинена та повністю втратила своє лісосплавне й транспортне значення. Дерев'яні гідротехнічні споруди поступово руйнувалися. Сьогодні про них нагадують лише кам'яні укоси шлюзових камер і гребель, а також залишки дерев'яних конструкцій, які ще можна розгледіти на дні каналу. Сьогодні частина водної системи використовується туристами для здійснення водних подорожей.